# Aviva Mongillo
Aviva Chiara Mongillo (6 de febrero de 1998), también conocida como CARYS, es una actriz y cantante canadiense. Es conocida por sus papeles de Alya Kendrick en la serie de Disney Channel Backstage, y Juniper en la comedia de la cadena CBC Workin' Moms.

## Primeros años
Aviva Chiara Mongillo nació el 6 de febrero de 1998, en Markham, Canadá. A los siete años,  comenzó a tomar clases de actuación, de guitarra y de canto. Atendió clases en el instituto Unionville , y continuó su educación mientras grababa la serie Backstage.

## Carrera

### Actuación
Mongillo hizo su debut ante las cámaras en Backstage, una serie de obra de la cadena canadiense Family Channel En España, esta serie fue emitida a través del canal Disney Channel. Representó el personaje de Alya Kendrick durante sesenta episodios. Más tarde en 2017,  apareció en la película de comedia canadiense Don't Talk to Irene. En 2018,  empezó a representar al personaje de Juniper en la comedia de la CBC Workin' Moms. En 2019, apareció en la película Long Shot, interpretando la versión adolescente del personaje de Charlize Theron. Más tarde,  apareció en la película Random Acts Of Violence, como Hannah.

### Música
En junio de 2016, Mongillo publicó su sencillo debut, "Hype". El sencillo se publicó junto a un videoclip musical. El 15 de septiembre de 2017, su EP debut , Songs About Boys, fue publicado. En 2019, empezó a actuar bajo el nombre artístico CARYS, con el sencillo "Bad Boy" publicado el 26 de 2019. 
En agosto de 2019, "Princesses Don't Cry", una canción de su EP Songs About Boys, se convertía en un sleeper hit después de hacerse viral en la red social TikTok. Más de 850,000 vídeos fueron hechos utilizando la canción, la cual más tarde era publicada bajo su nuevo nombre artístico CARYS. El videoclip musical para  "Princesses Don't Cry"  fue publicado el 12 de noviembre de 2019.

## Filmografía
| Año           | Título                  | Función               | Notas                |
| ------------- | ----------------------- | --------------------- | -------------------- |
| 2016–2017     | Backstage               | Alya Kendrick         | Protagonista         |
| 2017          | Don't Talk To Irene     | Sarah                 | Película             |
| 2018–presente | Workin' Moms            | Juniper               | Personaje Recurrente |
| 2019          | Long Shots              | Charlotte adolescente | Película             |
| 2019          | Retrograde              | Emma                  | Cortometraje         |
| 2019          | Random Acts of Violence | Hannah                | Película             |
| 2020          | Glass Houses            | Carrie Dawson         | Post-producción      |

## Discografía

### EP
Como Aviva
| Título           | Detalles                                                                                               | Pistas                                                                                    |
| ---------------- | --- | ----------------------------------------------------------------------------------------- |
| Songs About Boys | - Publicado: 15 de septiembre de 2017 - Discográfica: Cardinal Point Music - Formato: descarga digital | Ver lista"Wild" "Hurt Like Hell" "Hype" "Fire to Start" "Afraid of Your Love" "This Time" |

Como CARYS
| Título            | Detalles | Pistas                                                                                                   |
| ----------------- | --- | --- |
| To Anyone Like Me | - Publicado: 2 de octubre de 2020 - Discográfica: Warner Music Canada - Formatos: Descarga digital, streaming | Ver lista"Love(Validation)" "No More" "Crush" "When A Girl" "Princesses Don't Cry" "Maybe I'll Call You" |

### Sencillos
| Título                 | Año   | Álbum                    |
| Aviva                  | Aviva | Aviva                    |
| ---------------------- | ----- | ------------------------ |
| "Hype"                 | 2016  | Songs About Boys         |
| CARYS                  |       |                          |
| "Bad Boy"              | 2019  | Sencillos independientes |
| "Some Of You"          | 2019  | Sencillos independientes |
| "Princesses Don't Cry" | 2019  | To Anyone Like Me        |
| "No More"              | 2020  | To Anyone Like Me        |
| "Crush"                | 2020  | To Anyone Like Me        |
| "When A Girl"          | 2020  | To Anyone Like Me        |
| "Last Christmas"       | 2021  | Sencillo independiente   |